# Internationale Friedensfahrt 1972
Die 25. Internationale Friedensfahrt war ein Radrennen, das vom 5. bis 20. Mai 1972 ausgetragen wurde.
Die 25. Auflage dieses Radrennens bestand aus 14 Einzeletappen und führte auf einer Gesamtlänge von 2025 km von Berlin über Prag nach Warschau. Gesamtsieger wurde der Tschechoslowake Vlastimil Moravec. Mannschaftssieger wurde die UdSSR. Der beste Bergfahrer war Ryszard Szurkowski aus Polen.

## Teams und Fahrer
Insgesamt starteten 102 Fahrer aus 17 Ländern zur ersten Etappe in Berlin. Teilnehmende Nationen waren Polen, Vereinigtes Königreich, Jugoslawien, Tschechoslowakei, Frankreich, Belgien, Finnland, UdSSR, Dänemark, DDR, Italien, Bulgarien, Rumänien, Norwegen, Ungarn, Kuba und Marokko. Alle Mannschaften traten mit sechs Fahrern an, ein Jahr vorher waren noch sieben Fahrer je Team zugelassen.
| 1 – Stanisław Labocha 2 – Zygmunt Hanusik 3 – Lech Kluj 4 – Zbigniew Krzeszowiec 5 – Czeslaw Polewiak 6 – Ryszard Szurkowski |

| 07 – Phil Cheetham 08 – Howard Darby 09 – Sandy Gilchrist 10 – Peter Greenhalgh 11 – Owen Mellor 12 – Michael Potts |

| 13 – Stane Bozicnik 14 – Pal Cigler 15 – Radoš Čubrić 16 – Janez Bricelj 17 – Slobodan Jelic 18 – Tanasije Kuvalja |

| 19 – Antonín Bartoníček 20 – Jiří Háva 21 – Miloš Hrazdíra 22 – Rudolf Labus 23 – Vlastimil Moravec 24 – Dušan Zeman |

| 25 – Philippe Bodier 26 – Claude Duterme 27 – Claude Magni 28 – Régis Ovion 29 – Guy Sibille 30 – Claude Tollet |

| 31 – José De Cauwer 32 – Theo Dockx 33 – Omer Meeus 34 – Rudi Rijpens 35 – Freddy Renson 36 – Isidore Weemaes |

| 37 – Kalevi Eskelinen 38 – Harry Hannus 39 – Eero Karhu 40 – Mauno Uusivirta 41 – Tapani Vuorenhela 42 – Ole Wackström |

| 43 – Wassili Beloussow 44 – Juri Dmitrijew 45 – Nikolai Gorelow 46 – Alexander Gusjatnikow 47 – Igor Moskalew 48 – Wladislaw Neljubin |

| 49 – Jan Høegh 50 – Per Nørup-Hansen 51 – Erik Skelde 52 – Eigil Sörensen 53 – Kim Theils 54 – Jørgen Timm |

| 55 – Dieter Gonschorek 56 – Wolfram Kühn 57 – Michael Milde 58 – Karl-Heinz Oberfranz 59 – Michael Schiffner 60 – Wolfgang Wesemann |

| 67 – Fiorenzo Ballardin 68 – Valerio Lualdi 69 – Gianpaolo Flamini 70 – Giuliano Fontana 71 – Guido Lussignoli 72 – Elio Parise |

| 73 – Georgi Iliew 74 – Iwan Jordanow 75 – Martin Martinow 76 – Vesko Michailow 77 – Iwan Nikolow 78 – Dimitar Stefanow Trajkow |

| 79 – Nicolae Andronache 80 – Constantin Ciocan 81 – Vasile Selejan 82 – Alexander Sofronie 83 – Stefan Suciu 84 – Virgil Mircea |

| 85 – Leif Espeland 86 – Jan Erik Gustavsen 87 – Knut Kvemerud 88 – Tore Milsett 89 – Willie Juul Pedersen 90 – Sigmund Stenseth |

| 91 – András Busi 92 – Tibor Debreceni 93 – Imre Géra 94 – József Peterman 95 – Dezső Szemethi 96 – András Takács |

| 097 – Aldo Arencibia 098 – Inocente Lizano 099 – Roberto Menéndez 100 – Pedro Rodríquez 101 – Ulises Váldez 102 – Raúl Marcelo Vázquez |

| 103 – Bouchaib Belbouj 104 – Habib Benqadi 105 – Abdallah Nahly 106 – Bouchaib Firaoui 107 – Mustapha Nejjari 108 – Abdellah Zerraf |

## Details
| Ergebnis | Ergebnis           | Ergebnis      | Ergebnis         | Ergebnis |
| -------- | ------------------ | ------------- | ---------------- | -------- |
| Erster   | Vlastimil Moravec  | ø 42,6 km/std | Tschechoslowakei |          |
| Zweiter  | Wladislaw Neljubin |               | UdSSR            |          |
| Dritter  | Wolfram Kühn       |               | DDR              |          |

| Etappe     | Start – Ziel               | Etappensieger                       | Etappen- länge | Fahrzeit |
| ---------- | -------------------------- | ----------------------------------- | -------------- | -------- |
| 01. Etappe | Einzelzeitfahren in Berlin | András Takács Ungarn                | 009 km         | 2:11:06  |
| 02. Etappe | Rund um Berlin             | Michael Milde DDR                   | 121 km         | 2:39:10  |
| 03. Etappe | Berlin – Magdeburg         | Michael Milde DDR                   | 121 km         | 3:36:35  |
| 04. Etappe | Aschersleben – Erfurt      | Michael Milde DDR                   | 170 km         | 4:00:15  |
| 05. Etappe | Erfurt – Gera              | Karl-Heinz Oberfranz DDR            | 151 km         | 3:46:05  |
| 06. Etappe | Gera – Karlovy Vary        | Antonín Bartoníček Tschechoslowakei | 159 km         | 3:52:35  |
| 07. Etappe | Karlovy Vary – Prag        | Wladislaw Neljubin Sowjetunion      | 126 km         | 2:52:17  |
| 08. Etappe | Prag – Hradec Králové      | Vlastimil Moravec Tschechoslowakei  | 147 km         | 3:22:55  |
| 09. Etappe | Litomyšl – Gottwaldov      | Zbigniew Krzeszowiec Polen          | 165 km         | 4:00:07  |
| 10. Etappe | Gottwaldov – Třinec        | Ryszard Szurkowski Polen            | 163 km         | 3:52:29  |
| 11. Etappe | Třinec – Kraków            | Abdallah Nahly Marokko              | 153 km         | 3:36:45  |
| 12. Etappe | Kraków – Rzeszów           | Igor Moskalew Sowjetunion           | 156 km         | 3:54:00  |
| 13. Etappe | Rzeszów – Lublin           | Ryszard Szurkowski Polen            | 162 km         | 3:49:29  |
| 14. Etappe | Lublin -Warschau           | Ryszard Szurkowski Polen            | 170 km         | 3:46:57  |